# الغابات الصنوبرية والنفضية الجبلية في جنوب الأناضول
تقع المنطقة البيئية للغابات الصنوبرية والنفضية الجبلية في جنوب الأناضول ، في الغابات والأراضي الحرجية والشجيرات المتوسطية ، في حوض البحر الأبيض المتوسط الشرقي.
أرز لبنان ( Cedrus libani ) هو شجرة مميزة لهذه المنطقة البيئية.

## الجغرافيا
تغطي المنطقة البيئية مساحة 29,500 ميل مربع (76,000 كـm2) ، في أجزاء من تركيا ، وسوريا ، ولبنان ، وإسرائيل وفلسطين .
تقع المنطقة البيئية بشكل رئيسي في جبال طوروس ، التي تمر عبر جنوب الأناضول بشكل موازٍ تقريبًا للساحل. تنقسم جبال طوروس إلى ثلاث سلاسل فرعية - الغربي أو الإيساوري (أعلى قمة هي جبل كيزلارسيفريسي 3,086 م (10,125 قدم) مترًا) ); جبال طوروس الوسطى أو الليسية (أعلى قمة هي ميديتسيز 3,524 م (11,562 قدم) ); وجبال طوروس الشرقية أو القيليقية (أعلى قمة هي ديميركازيك 3,756 م (12,323 قدم) ).
تشمل المنطقة البيئية أيضًا الأجزاء ذات الارتفاع الأعلى من جبال نور على طول الحدود الغربية بين تركيا وسوريا، وجبال الساحل السوري، وجبال لبنان ، وجبال لبنان الشرقية ، والتي تمتد موازية للساحل الشرقي للبحر الأبيض المتوسط في سوريا ولبنان وأقصى شمال فلسطين. أعلى قمة في جبال نور هي بوزداغ ( 2,262 م (7,421 قدم) )، وأعلى قمة في جبال بلد الشام هي القرنة السوداء في لبنان ( 3,088 م (10,131 قدم) ).
الحجر الجيري هو الأكثر شيوعًا في هذه البيئة، مع مناطق من السربنتينيت والصخور الأوفيوليتية الأخرى.

## مناخ
تتمتع المنطقة البيئية بمناخ البحر الأبيض المتوسط الجبلي. يتراوح متوسط هطول الأمطار السنوي بين 800 إلى 2000 ملم. الشتاء هو الموسم الأكثر رطوبة، والصيف هو الأكثر جفافًا. الرياح الحاملة للأمطار تأتي عادة من الرياح الجنوبية الغربية، والمنحدرات المواجهة للجنوب والغرب عادة ما يكون معدل هطول الأمطار فيها أعلى من المنحدرات المواجهة للشمال والشرق. تختلف درجات الحرارة المتوسطة حسب الارتفاع، وتشهد المرتفعات العالية درجات حرارة باردة وصقيع وثلوج شتوية منتظمة. القرب من البحر يخفف من درجات الحرارة في فصل الشتاء، والمناطق الداخلية تتمتع بمناخ قاري أكثر مع شتاء أكثر برودة.

## النباتات
تكوّن الغابات الصنوبرية النباتات الرئيسية في هذه المنطقة، والغابات المتساقطة الأوراق، والمروج الألبية والأراضي الشجرية.
الغابات الصنوبرية هي الأكثر انتشارا في هذه المنطقة. فمثلاً الصنوبر الأسود والأرز اللبناني والتنوب القيليقي والعرعر هي الصنوبريات الأكثر شيوعًا.
تنمو أشجار العرعر بالقرب من خط الشجر ، الذي يقع على ارتفاع حوالي 2000 متر بالقرب من الساحل، وعلى ارتفاع 2400 متر في المناطق الداخلية الأكثر جفافًا.
تتركز الغابات المتساقطة في المناطق ذات معدل هطول الأمطار الأعلى (1500-2000 ملم) التي تواجه الرياح الجنوبية الغربية السائدة، ولا سيما جبال جييك في جبال طوروس الغربية وجبال نور في الشرق. الأشجار عريضة الأوراق المتساقطة هي السائدة، بما في ذلك شجرة الدردار الشرقية ( Carpinus orientalis )، وشجرة الدردار الأوروبية ( Ostrya carpinifolia )، والسنديان ( Quercus cerris ، وQ. libani ، و Q. trojana ، و Q. petraea ssp. pinnatiloba )، والقيقب ( Acer hyrcanum ، وA. platanoides ، وA. campestre ، و A. monspessulanum ).
تتميز المروج الألبية الجافة هنا بالشجيرات الفرعية منخفضة النمو والنباتات العشبية المنتفخة والأعشاب والنباتات الأرضية، بما في ذلك العديد من أنواع القتاد .

## المناطق المحمية
تشمل المناطق المحمية في جبال طوروس الغربية محمية تشيجليكارا الطبيعية ، بالقرب من إلمالي ، محافظة أنطاليا ، والتي تحمي 15,889 هكتارًا من غابات الأرز اللبناني . تشمل المنطقة المحمية المحيطة بالجبل الساحلي باباداغ، بالقرب من فتحية في محافظة موغلا ، الغابات الجبلية من شجر القيقب المتوطن في الجبل، إلى جانب الأرز الليبي والصنوبر الكيليكي والصنوبر البيروتي والعرعر، والشجيرات الشائكة على ارتفاعات أقل. تشمل المناطق المحمية الأخرى في جبال طوروس الغربية منتزه ساريكارا الوطني في جبال باي ، ومنتزه كوبرولو كانيون الوطني على نهر كوبروكاي ، ومنتزه أوزومديري الوطني ، ومنتزه كهف ألتينبيشيك الوطني ، ومنتزه ديم تشاي الوطني في الجبال فوق ألانيا .
في سورية يوجد محمية الشوح والأرز في ناحية صلنفة من محافظة اللاذقية وتحتوي المحمية على اشجار الشوح والأرز اللبناني والسنديان وتغطي مساحة 1000 هكتار.

## روابط خارجية
- "Southern Anatolian montane conifer and deciduous forests". Terrestrial Ecoregions. World Wildlife Fund.